# Om Puri
Om Puri, (Ambala, Harijána, 1950. október 18. – Andheri, 2017. január 6.) indiai színész. A Brit Birodalom Rendjének kitüntetettje (OBE). 

## Filmek
- Fool and Final (2006)
- Baabul (2006)
- Don – The Chase Begins Again (2006)
- Chup Chup Ke (2006)
- Malamaal Weekly (2006)
- Ifjú lázadók (Rang De Basanti) (2006)
- Deewane Huye Pagal (2005)
- Kjon ki (2005)
- Kisna (2005)
- Juva (2004)
- Lakszja (2004)
- Dev (2004)
- Kyun…! Ho Gaya Na (2004)
- Maqbool (2003)
- Ek Aur Ek Gyarah (2003)
- Awara Paagal Deewana (2002)
- Pyaar Diwana Hota Hai (2002)
- The Parole Officer (2001)
- The Mystic Masseur (2001)
- Farz (2001)
- Dulhan Hum Le Jayenge (2000)
- Hera Pheri (2000)
- Pukar (2000)
- East is East (1999)
- Chachi 420 (1998)
- Such a Long Journey (1998)
- My Son the Fanatic (1997)
- Gupt: The Hidden Truth (1997)
- The Ghost and the Darkness (1996)
- Maachis (1996)
- Drohkaal (1994)
- Farkas (1994)
- In Custody(1993)
- City of Joy (1992)
- Antarnaad (1991)
- Sam & Me (1991)
- Ghayal (1990)
- Aghat (1985)
- The Jewel in the Crown (1984) (TV)
- Ardh Satya (1983)
- Jaane Bhi Do Yaaron (1983)
- Disco Dancer (1982)
- Gandhi (1982)
- Aakrosh (1980)
- Ghashiram Kotwal (1976)